# 一乗谷朝倉氏遺跡
一乗谷朝倉氏遺跡（いちじょうだに あさくらし いせき）は、福井県福井市城戸ノ内町にある戦国時代の遺跡（日本の城）。戦国時代に一乗谷城を中心に越前国を支配した戦国大名朝倉氏の遺跡。一乗谷城（山城）と山麓の城下町（朝倉氏および家臣の居館）からなる。
遺跡全体（面積278ヘクタール）が国の特別史跡で、そのうち4つの日本庭園は一乗谷朝倉氏庭園の名称で国の特別名勝の指定を受けている。

## 概要
現在の福井市街の東南方向約10キロメートル離れた、九頭竜川支流の足羽川の、さらに支流である一乗谷川沿いの谷あいにある。戦国時代の城下町と館跡、および背後の山城から構成される。
一乗谷は東西約500メートル、南北約3キロメートルと狭小だが、福井平野の端から山地に入ってすぐの場所に位置し、数キロメートル先の目前に北陸道や大野盆地（大野市）に通じる美濃街道、鹿俣峠を抜け越前府中（越前市）へ続く街道、北陸道と連絡した朝倉街道などが通る、交通の要衝をすぐ押さえられる位置であった。
一乗谷は東、西、南を山に囲まれ、北には足羽川が流れる天然の要害で、南北に城戸を設け、その間の長さ約1.7キロメートルの「城戸ノ内」に、朝倉館（武家屋敷）をはじめ、侍屋敷、寺院、職人や商人の町屋が計画的に整備された道路の両面に立ち並び、日本有数の城下町の主要部を形成していた。周辺の山峰には城砦や見張台が築かれ、地域全体が広大な要塞群であった。

## 歴史・沿革
軍記物である『朝倉始末記』には1471年（文明3年）に戦国初代朝倉敏景（孝景・教景）が黒丸館（福井市黒丸町）から本拠を移したと記されている。しかし、「朝倉家伝記」や「朝倉家記」などの新資料によると、朝倉氏は南北朝時代には、一乗谷を本拠にしていたようである。文明年間には重臣が一乗谷に集住するようになり、また、足利将軍家の分家である鞍谷公方などもいたことから応仁の乱により荒廃した京から、多くの公家や高僧、文人、学者たちが避難してきたため一乗谷は飛躍的に発展し、華やかな京文化が開花した。このため北ノ京とも呼ばれた。戦国4代朝倉孝景の頃から全盛期を迎え、最盛期には人口1万人を超え、越前の中心地として栄えていた。
1499年（明応8年）には足利義稙が朝倉貞景を頼り来訪する。1567年（永禄10年）11月21日には戦国5代朝倉義景が足利義昭（1568年（永禄11年）4月一乗谷で義昭に改名）を安養寺に迎える。義景は義昭を歓待するが、同年7月24日、義昭は上洛を果たすため織田信長を頼って美濃国に出国する。
1573年（天正元年）8月16日、刀禰坂の戦いに大敗した義景は一乗谷を放棄し大野へ逃れる。翌日、信長の軍勢によって火を放たれ一乗谷は灰燼に帰した。この戦の功績により信長から守護代職を与えられた朝倉氏旧臣の桂田長俊（前波吉継）が一乗谷に館を構え、越前を統治していた。しかし、同じ旧臣である富田長繁ら国人は長俊に反感を抱いており、民衆に一揆を起こさせるべく画策した。1575年（天正3年）1月18日、吉田郡志比庄で一揆勢が蜂起、翌日には長繁を先頭に坂井郡、吉田郡、足羽郡の一揆勢3万3千人が一乗谷に攻め入り、長俊は一族もろとも討ち取られた（越前一向一揆）。信長が一揆を平定した後、越前八郡を与えられた柴田勝家は本拠を水運・陸運に便利な北ノ庄に構えたため、辺境となった一乗谷は田畑の下に埋もれていった。優れた造りの庭園も堆積する土砂に埋もれたが、1967年（昭和42年）に発掘が開始され注目されるようになった。

## 一乗谷城
朝倉氏によって当主館の東側背後、西方に福井平野を一望できる標高473メートルの一乗城山に築城された中世山城。15世紀前半には築かれていたと考えられる。一度も戦闘に使用されることなく廃城となった。現在でも、曲輪、空堀、堀切、竪堀、土塁や伏兵穴跡などの遺構が尾根や谷筋に沿って残っている。全長1.5キロメートル、幅200メートルの曲輪を配し、主郭部分はおよそ600メートル×200メートルである。本丸（千畳敷）は標高416メートルに位置し、東南へ尾根伝いに一の丸（443メートル）、二の丸（463メートル）、三の丸（473メートル）となる。各曲輪は堀切によって区切られている（連郭式城郭）。
元亀年間には織田信長の侵攻に備えて約140条の畝状竪堀を築くなどの改修が行われたようである。
千畳敷（本丸）
千畳敷は本丸跡と伝えられる場所で、山城のうち最も広い部分である。主郭群の中では最も新しく、義景の代に山腹を削平して造営されたようである。北側には竪堀群が存在している。枡形虎口を設けた観音屋敷跡や福井平野を一望できる宿直（物見台）跡、赤淵明神跡や月見櫓跡などがあり、堀切、土塁で区切られている。西側には飲料水として利用された不動清水という湧水地がある。ここは文化的施設として使用されていたとも考えられている。
本来の一乗谷城は以下の一の丸・二の丸・三の丸で存在していた。
一の丸
山頂（標高443メートル）を削って造られており、西側には空堀を配している。
二の丸
四方を大きな堀切で完全に防御している。
三の丸
最高所の一部で、竪堀群や堀切などが複雑に配されている。
北西の低い場所には小見放城という出城が築かれ、馬出しなどが設けられていた。なお、一乗谷の周辺の山峰にも、東に東郷槙山城、北に成願寺城、南に三峰城などの出城が築かれていた。

## 遺構

### 唐門

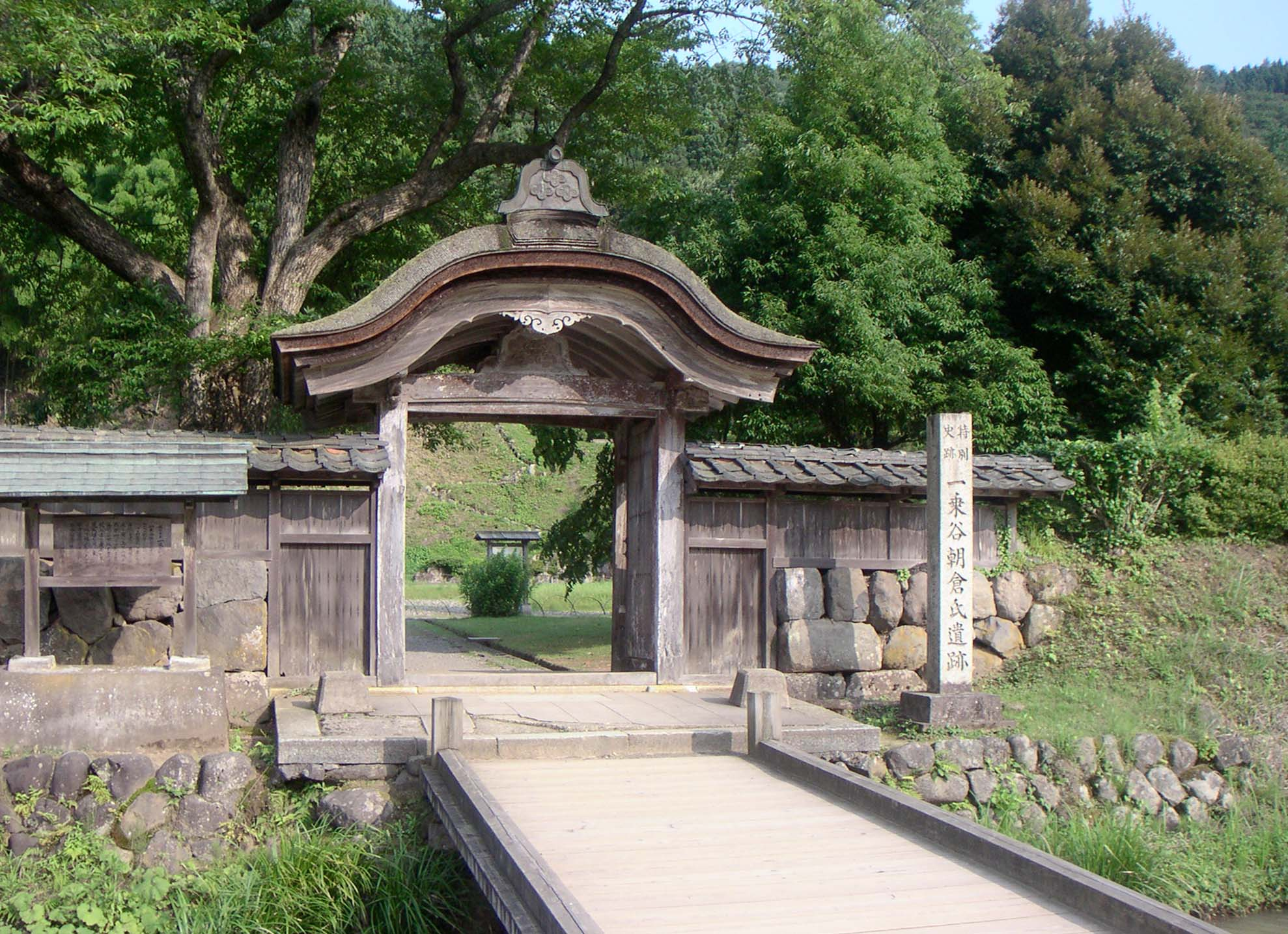
唐門

朝倉館跡正面の堀に面して建つ、幅2.3メートルの唐破風造り屋根の門（向唐門）。朝倉氏の遺構ではなく、のちに建てられていた松雲院の寺門として朝倉義景の菩提を弔うために作られたと伝わる。門表には朝倉家の三ッ木瓜の紋が刻まれている。現存するものは江戸時代中期頃に再建されたものである。

### 朝倉館跡
一乗谷の中心部に位置する朝倉家当主が居住した館である。東側後背に山城があり、西、南、北の三方を高さ1.2メートルないし3メートルほどの土塁で、その外側を幅約8メートル、深さ約3メートルの堀で囲んでいる。三方の土塁にはそれぞれ隅櫓や門があった。西方にある門が正門（御門）であり、現在は唐門が建てられている。平坦部の面積は約6,400平方メートルあり、内部には17棟の建築物があった。館内最大の常御殿（東西約21.4メートル、南北約14.2メートル）を中心に、南側には主殿や会所・数寄屋・庭園・花壇など接客用の施設群が、北側には台所や持仏堂・湯殿・蔵・厩など日常生活のための施設群が存在した。建物はすべて礎石に角柱を立てて建てられており、屋根はこけら板等を葺いていたと考えられているが、鬼瓦や棟石等も発掘されている。舞良戸や明障子などの引き戸を多用し、畳を敷きつめた部屋も多かったとされる。
花壇
1968年（昭和43年）に常御殿の南側中庭で花壇の遺構が発見された。東西9.8メートル、南北2.8メートルの長方形をなし、花粉分析等により、春にはシャクナゲやボタンなどが、秋にはキクやハギなどが植えられていたことが判明した。花壇としては現在のところ、日本最古の遺構である。
朝倉義景墓
館跡の東南の隅にある。1576年（天正4年）に村民が建てた小祠の場所に、1663年（寛文3年）、福井藩主松平光通が墓塔を建立した。なお、大野市にも江戸時代に建てられた義景の墓がある。
中の御殿跡
義景館跡の南隣にあり、空堀を隔てて湯殿跡庭園とほぼ同じ高さの場所にある。足利義秋から従二位に叙せられた朝倉義景の母である光徳院が居住したと伝えられている御殿跡。東と南を土塁で囲んでいる。1972年（昭和47年）以降の発掘調査により、門や庭園跡、建物跡の一部が検出された。
館の背後には朝倉一族の屋敷が建ち並び、館の西方には犬馬場、柳馬場などの外郭が存在した。
資料館には発掘調査に基づいて製作された館の復元模型が展示されている。

### 庭園
庭池と石組の豪壮な林泉庭園から砂礫と立石、伏石の枯淡な枯山水庭園まで多くの庭園が遺存している。後世の改変がなく、室町時代末期の庭園様式をよく伝えている。湯殿跡庭園以外は石組の形式などが類似しているため朝倉義景時代の作庭と考えられている。
湯殿跡、南陽寺、諏訪館跡の3庭園は以前より庭石が地上に出ており1930年（昭和5年）7月8日には国の名勝に指定されていたが、その後の管理が不十分であったため荒廃していた。そのため、1967年（昭和42年）、表土の除去や雑木の伐採などの整備が行われた。1987年（昭和62年）には湯殿跡、諏訪館跡で湧水用の石組溝や暗渠が発掘された。

#### 一乗谷朝倉氏庭園

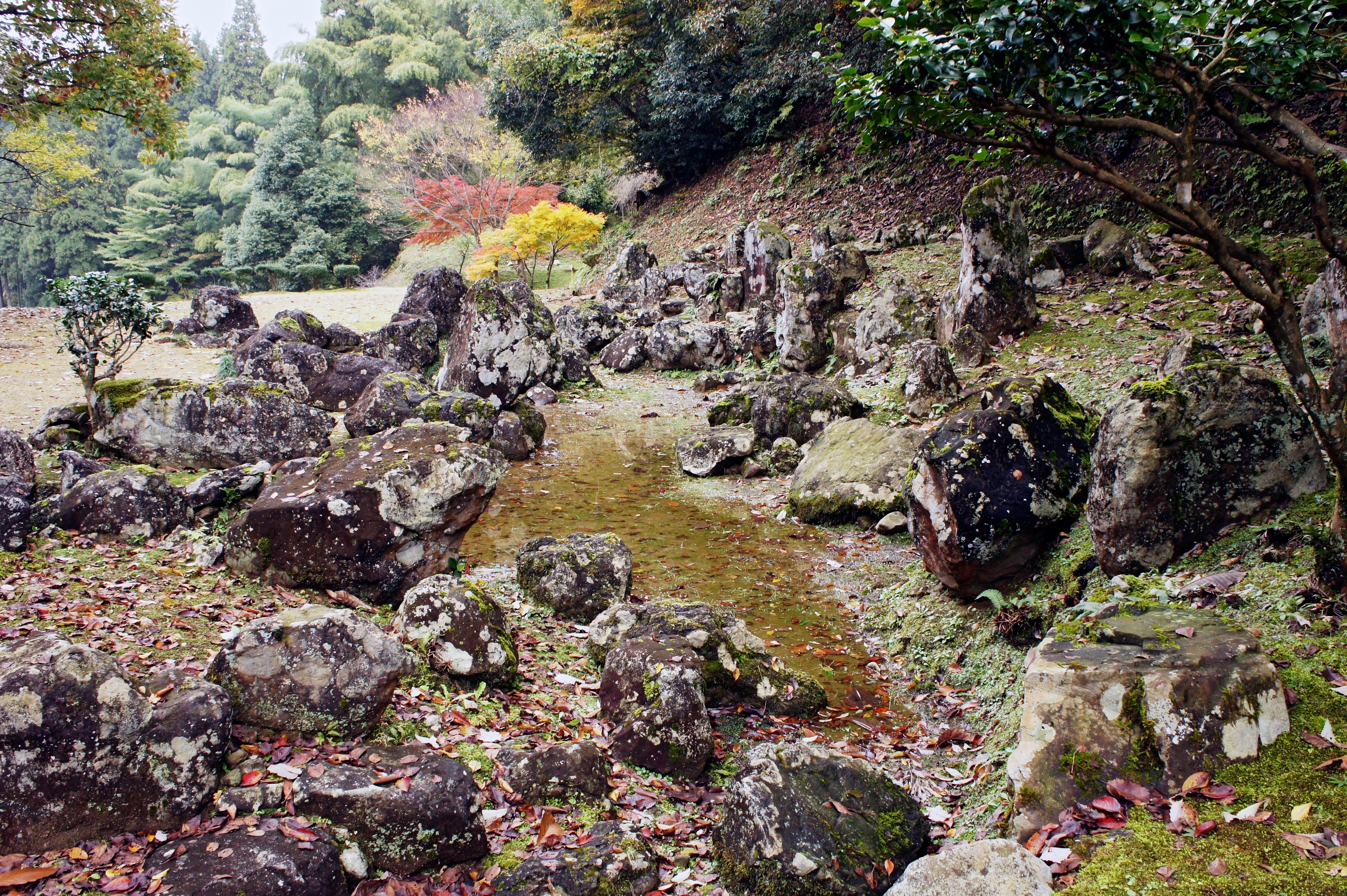
湯殿跡庭園

1991年（平成3年）5月28日、以下の4庭園が国の特別名勝に指定された。
湯殿跡庭園（御湯殿跡庭園とも）
海抜63メートルの高台にあり、朝倉館跡を見下ろす位置にある。「観音山」という小山を背景に苔むした庭石が林立している。戦国気風がただよう荒々しくて勇壮な石組であることから、4つの庭園の中で最も古いものだと考えられる。16世紀初頭、10代目当主、朝倉孝景の時代に造られたと推定される。南北に細長く複雑に入り組んだ形の庭池があり、当時は導水路が備えられ、水がたたえられていたと考えられる。凝灰角礫岩の巨石を用いて護岸石組や滝石組、三尊石組などが周囲に組まれている。左右ほぼ同じ高さの滝副石があり、1段の水落石と水分石がある。園路跡もあり、池尻付近には橋挟石相当の石があることから石橋が架けられていたと考えられる。また、南側には空堀の石垣が残っている。池の東端には「亀島」と呼ばれる小さな石組で出来た島がある。またその反対側の西端には、「鶴石組」という石組が造られている。
湯殿跡庭園の池に見られる「亀島」と呼ばれる造りの石組は、滋賀県にある「旧秀隣寺庭園」にも存在する。この庭園は、湯殿跡庭園と構造が類似したところがあり、ほぼ同時代に造られたものである。
南陽寺跡庭園
南陽寺は朝倉氏景の妻、天心清祐大姉が建立し、その後、戦国3代朝倉貞景が再興した寺である。朝倉館の北東の高台にあり、朝倉代々の女性が尼として居住していた。当時は多くの建物があったが、現在は山すそに庭園の一部が残るのみである。
1568年（永禄11年）3月の桜の季節には、この庭園で朝倉義景が足利義秋（のちの15代将軍義昭）を招いて宴、歌会を催した。現在、その時に二人が詠んだ歌の碑が建てられている。
「もろともに月も忘るな糸桜 年の緒長き契と思はゞ」義秋
「君が代の時にあひあふ糸桜 いともかしこきけふのことの葉」義景
諏訪館跡庭園
諏訪館は朝倉義景が4人目の側室である小少将のために造ったと伝えられる館である。近くにある資料館には諏訪館の屋根板の重しや、魔除けの鬼瓦が展示されている。
上下二段構成の回遊式庭園で、上段は滝石組と湧泉石組、下段は大きなヤマモミジの下に高さ4.13メートル、幅2.5メートルの日本最大の滝副石を使った豪壮な滝石組がある。落差が大きいため水落石は4段組みである。水分石が滝口の前方にあり、立派な石橋が池尻に架けられている。礼拝石、橋挟石なども型通りに配置されており、当時の庭園様式をよく伝えている。大変形式的な構成であるため、専門庭師の作庭であると推察される。4つの庭園の中で最も規模が大きく、回遊式林泉庭園としては日本でも第一級の豪華さを誇るといわれる。
1847年（弘化4年）、滝副石の表面に心月寺十八世月泉和尚の筆により教景、貞景、孝景の法号を刻み供養している。
朝倉館（義景館）跡庭園
館跡内の南方にある庭園。完全に埋没していたが1968年（昭和43年）に発掘された。
護岸石を館の礎石に兼用し、庭園を囲むように接客用の館が建てられていたと考えられる。庭池は数寄屋跡南の山すそにあり、滝口前方には水分石がある。滝石組が中央に配されており、付近には橋挟石と石橋の残片が遺存している。池には大きくて平らな川石が敷きつめられている。東側の急斜面には導水路があり、庭池へつづら折れに流れ落ちるようになっている。数寄屋跡西には小砂利を化粧敷きにして庭石を数個配置した枯山水がある。
ちなみに、この庭園の庭石の一部には海石である安島石（普通輝石紫蘇輝石安山岩）や青石（緑色片岩）が使われている。

### 城下町

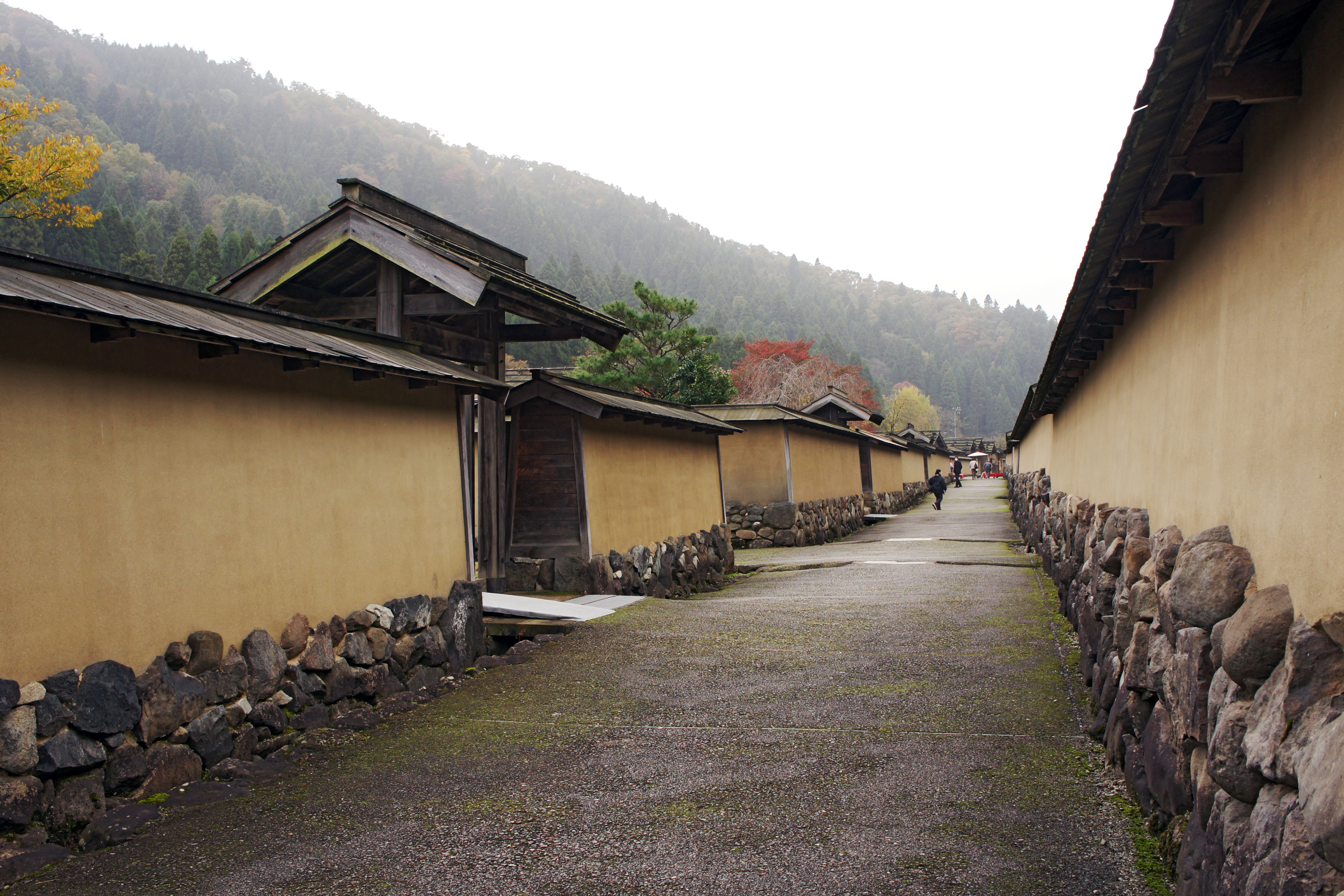
復原町並

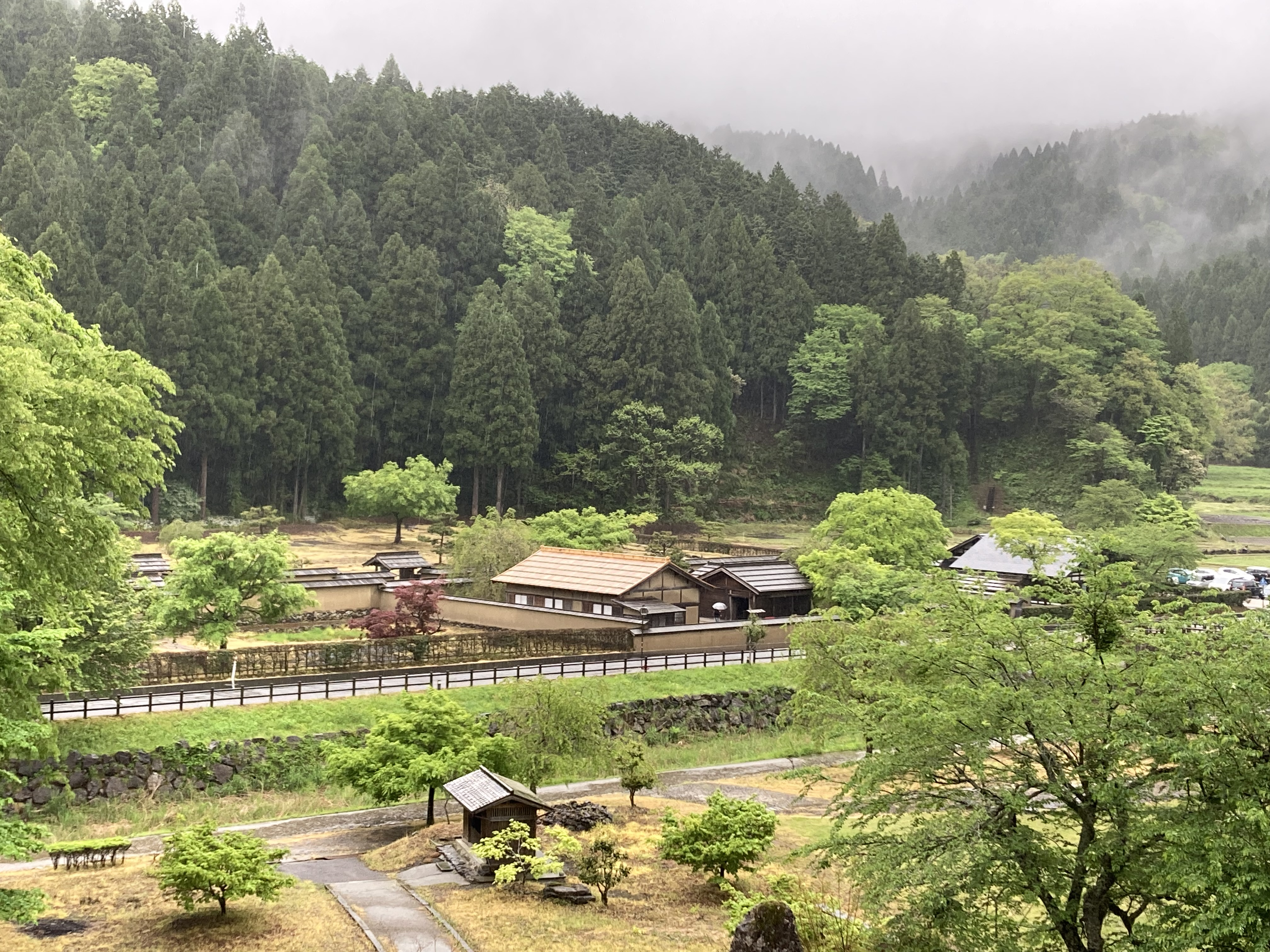
復原町並の遠景

南北を城戸に囲まれた約1.7キロメートルの谷間に形成されていた。100尺（約30m）を基準に計画的に町割がなされた町並みは京都のように整然としていたようである。1995年（平成7年）には発掘結果や史料等を参考に200メートルにわたって当時の町並みが復元され、復原町並として公開されている。原寸大の立体模型は日本初である。

#### 侍屋敷

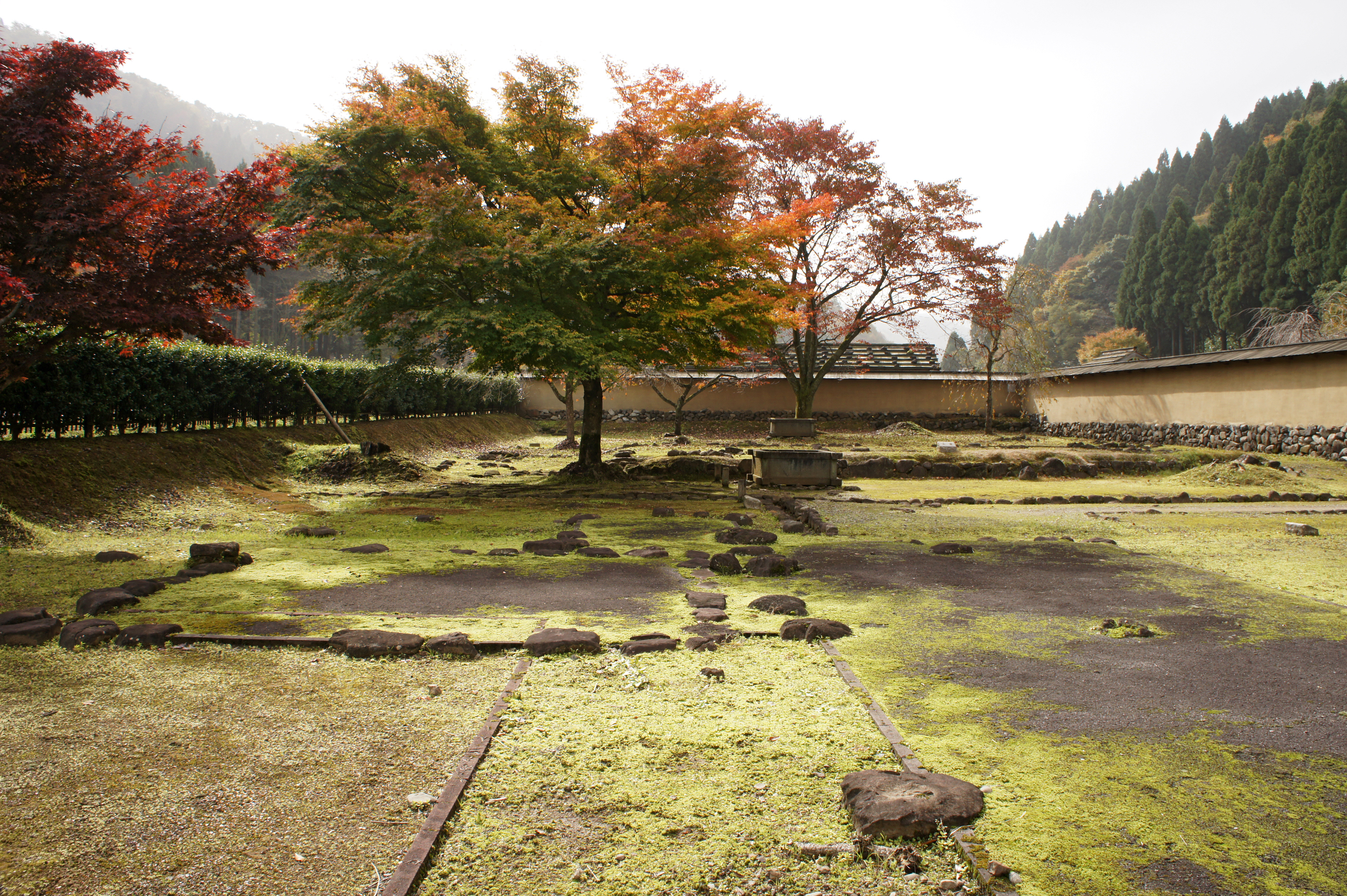
侍屋敷跡

朝倉館から一乗谷川を隔てた場所には周囲に土塁をめぐらした大屋敷が立ち並んでいた。
現在は、復原町並として復元整備されている場所で、それらのうち一軒を史料等を参考に、30坪の主殿を中心に門、庭園、蔵、納屋、井戸、厠まですべてが再現されている。

#### 町屋
小規模な建物が細く並んでいた。平面復原地区、城戸の近くもびっしりと町屋が並んでおり、人口密度が相当高かったとされる。現在、復原町並内に10軒の町屋が復元され、裏庭、井戸、厠なども再現されている。

#### 寺院
一乗谷には約40の寺院があったと考えられている。
安養寺跡
朝倉敏景が1473年（文明5年）に一乗谷東新町に建立した浄土宗の寺。開山は顕要。1488年（長享2年）8月には越前府中に滞在していた真盛（天台宗真盛派の祖）が朝倉貞景の招きに応じてこの寺で説法を行い、貞景は真盛に帰依した。1547年（天文16年）頃には一乗谷に滞在していた清原宣賢が「大学」、「中庸」などを講じた。1567年（永禄10年）には朝倉義景が足利義秋をこの寺で迎えた。この寺の隣に義秋の御所が造られた。朝倉氏が滅亡した後、1575年（天正3年）に北ノ庄へ移った。一乗谷時代の寺院遺構は朝倉館の一乗谷川対岸に位置する平面復元地区で確認されている。
盛源寺
上城戸の外に位置する天台宗真盛派の寺院。1492年（明応元年）に真盛が建立したといわれる。3メートル近い大きな地蔵菩薩をはじめ不動明王、毘沙門天など700体余りの石仏・石塔がある。

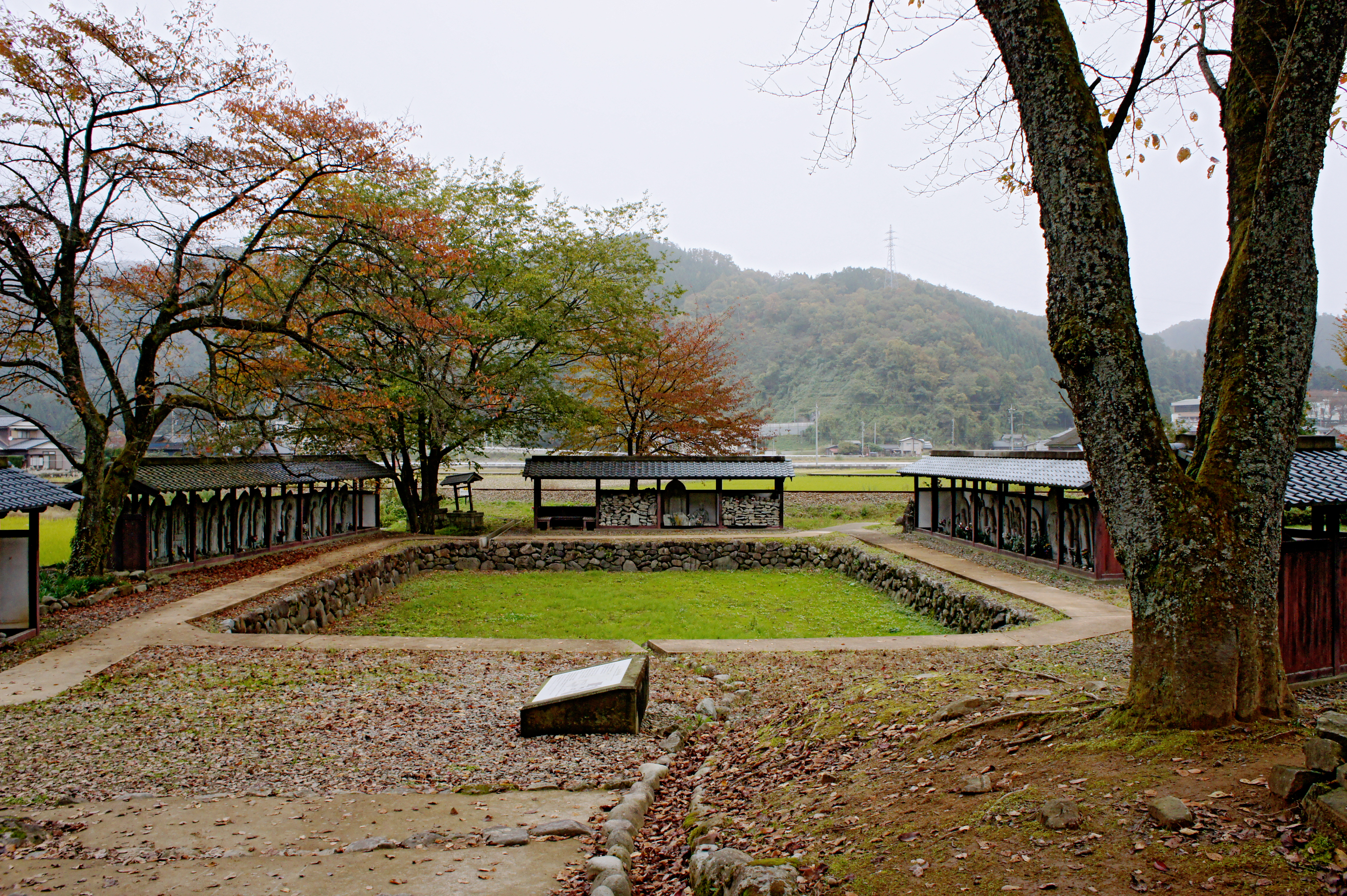
西山光照寺跡
下城戸の外、その北西に位置した寺院。寺伝によると創建は平安時代とされる。朝倉敏景（孝景・教景）が叔父の将景の菩提を弔うために再興した。天台宗真盛派で、一乗谷で最大の寺院であったと推測されている。朝倉氏滅亡後の1611年（慶長16年）に北ノ庄に移った。現在は旧参道両脇に屋根が設けられ38体の石仏が残されている。最も大きい不動明王は2.6メートルもある。
石仏群
現在でも石仏、石塔が3,000体以上残っている。そのほとんどが天台宗真盛派のもので、天文年間から永禄年間に多くつくられた。これらは合戦で戦死した将兵を弔うためにつくられたと考えられている。なお、石仏、石塔の大部分はやわらかく加工しやすい笏谷石で出来ている。

#### 城戸内その他

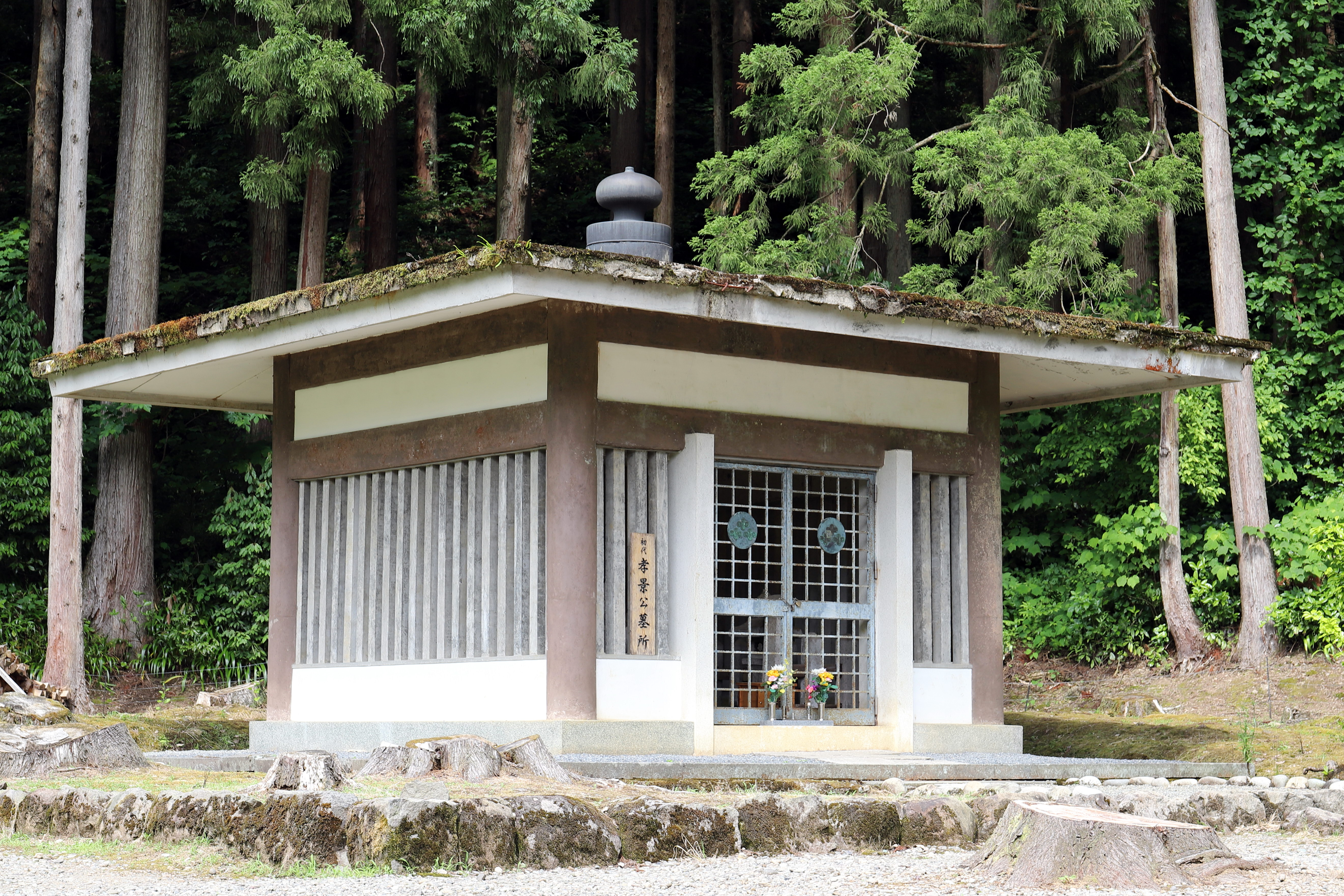
英林塚 朝倉孝景の墓

英林塚
館跡の後背、一乗谷の山腹にある朝倉敏景（孝景・教景）の墓。敏景の法名である一乗寺殿英林宗雄から英林塚と呼ばれる。高さ約2メートルの笏谷石製の宝筐印塔である。現在は、保存のため建物で覆われている。昔から、越前に危機が迫ると鳴動するとの伝説がある。最近の研究では江戸時代の元禄、宝永年間に朝倉氏の菩提寺、心月寺の十八世住職龍堂が室町時代の古い石塔を転用、修復して再建した事が分かっている。
瓜割清水（うりわりしょうず）
広さ80平方メートルほどの湧水池。南の高台には南陽寺跡がある。あまりにも水が冷たかったため、冷やしていた瓜が二つに割れてしまったので「瓜割清水」と呼ばれる。一年中10℃前後の水温を保っている。現在も生活用水として地元の人たちに使用されている。

#### 城戸

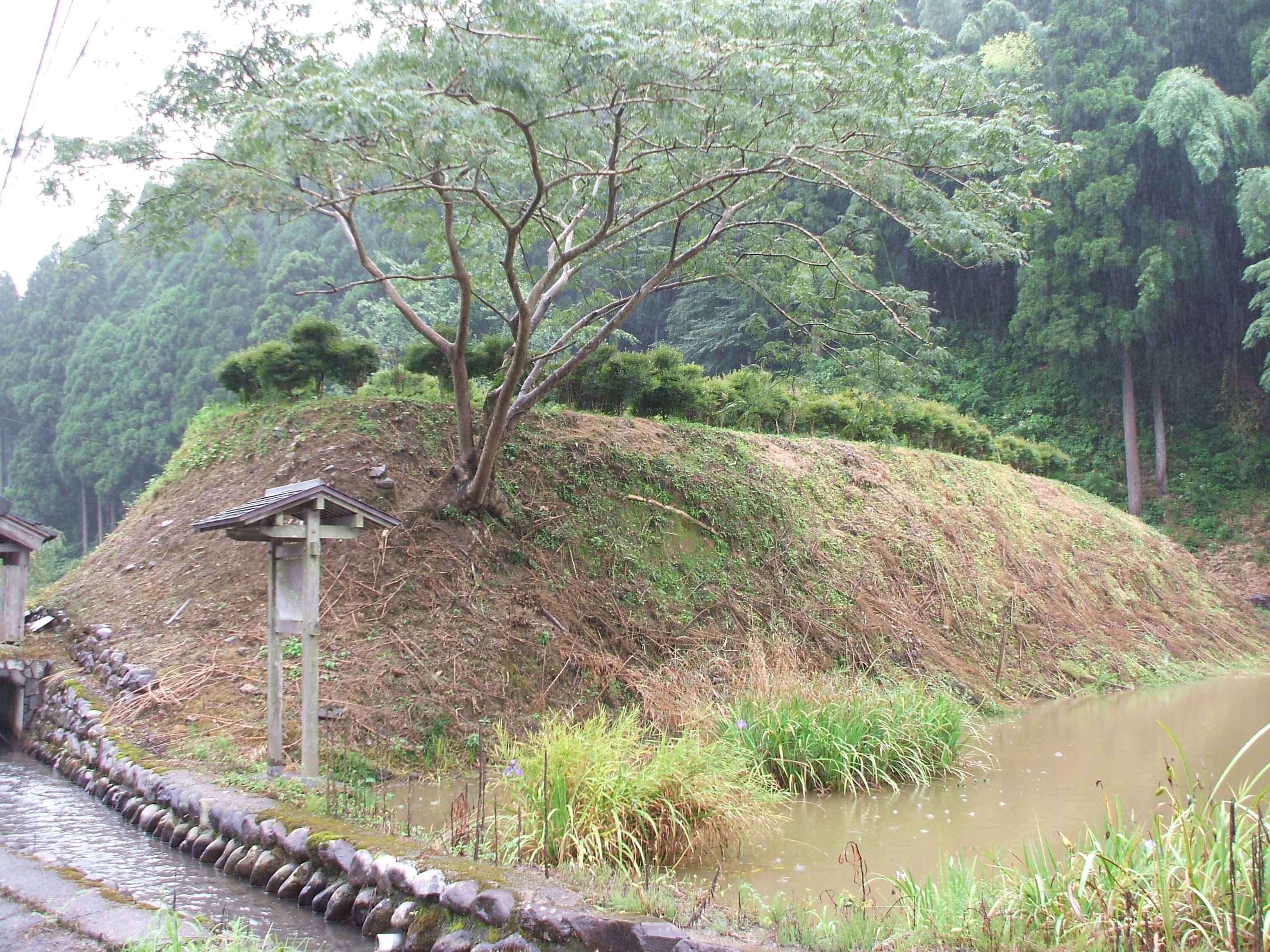
下城戸の土塁

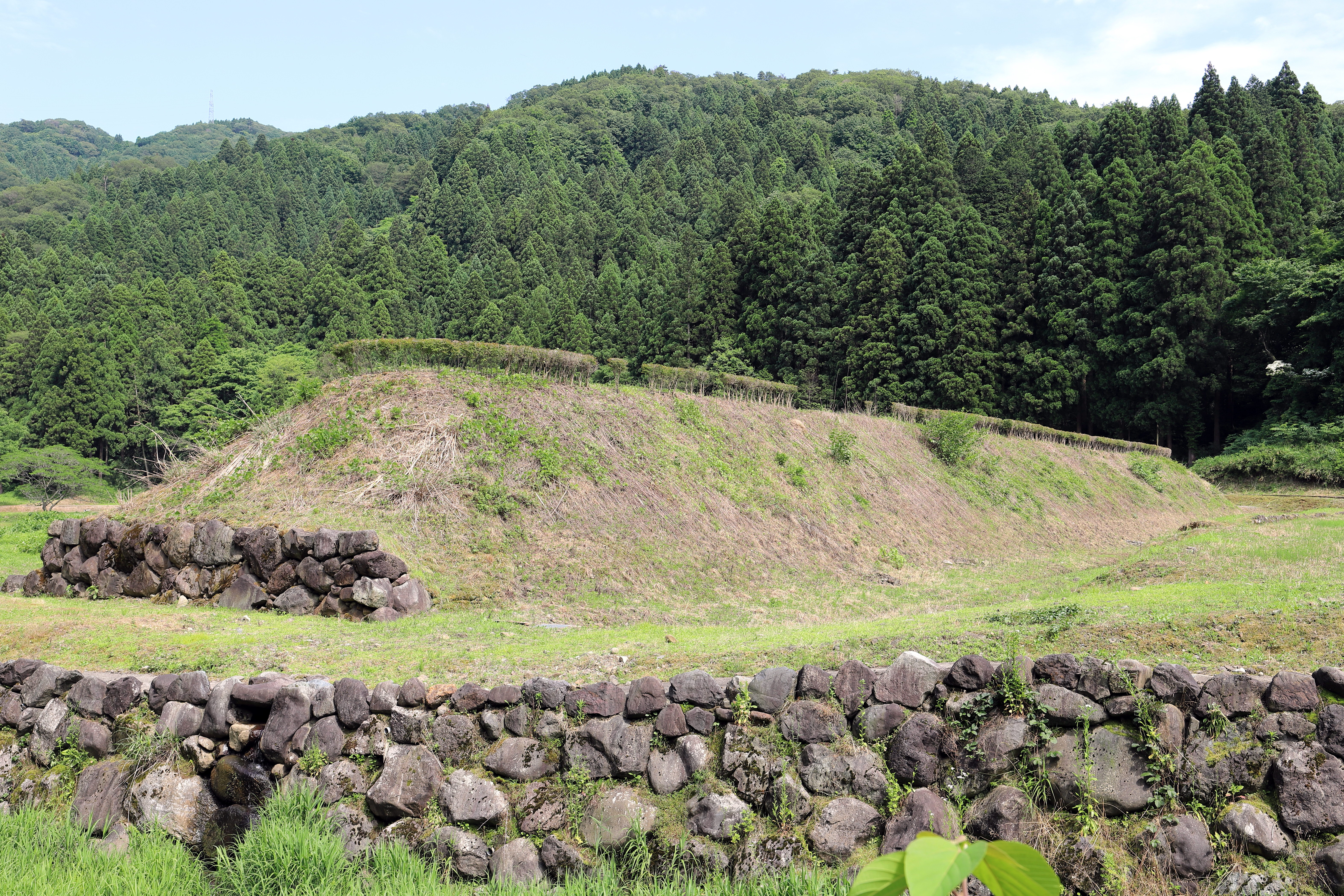
上城戸の土塁

一乗谷を防御するため、城下町の南北に土塁を築いて城門を配した。京に近い南側は上城戸、北側は下城戸と呼ばれる。この間の約1.7キロメートルの「城戸ノ内」に朝倉館や侍屋敷などがつくられ城下町の主要部を形成していた。
下城戸
東西の山が狭まった谷の入り口に設けられた。現在は幅18メートル、高さ5メートル、長さ20メートルの土塁が残っている。枡形虎口である門跡には重さ10トン超の石が積み上げられている。なかには40トンを超す巨石もある。また、城戸の外側には幅10メートル、深さ3メートルの堀があり、かつては一乗谷川と直接繋がっていたと考えられている。
上城戸
現在は幅13メートル、高さ5メートル、長さ50メートルの土塁が残存している。巨石は残っていない。外堀も設けられていた。

#### 城戸外
城戸の外にも町が形成されており、特に下城戸の北の阿波賀（福井市安波賀町）や前波（福井市前波町）は三国湊につながる足羽川が流れ、一乗谷の川湊として栄えた。美濃街道、朝倉街道も通っており、多くの物資が集積していた。米はもとより、唐物等も売買されていたようである。市場も設けられており、主要物資の相場を決定していた。

## 発掘・復元
当主館や侍屋敷、寺院、職人や商人の町屋、庭園から道路に至るまで、戦国時代の町並みがほぼ完全な姿で発掘されている。また、遺跡からは約5,000基の遺構が検出され、1万点を超える遺物が出土している。
- 以前より、唐門が現存しており、また、山沿いには庭石の一部が露出していた。
- 1930年（昭和5年） 地上に出ていた庭園が国の名勝に指定された。
- 1967年（昭和42年） 庭園の整備・調査が行われ、地下から見事な庭園が発掘された。
- 1968年（昭和43年）より館跡にあった松雲院と足羽町（1971年（昭和46年）9月、福井市と合併）の支所をそれぞれ移転して、館跡を整備するための発掘調査が行われた。礎石や庭石が次々と発掘され、その保存状態が大変良いため遺構を全面発掘することになった。
- 1971年（昭和46年）7月29日 山城跡を含めた約278ヘクタールが国の特別史跡に指定された。
- 1972年（昭和47年）4月1日 福井県は朝倉氏遺跡調査研究所を設立し、史跡公園として本格的な発掘調査と環境整備を実施することになった。
- 1981年（昭和56年） 発掘結果を保存展示する福井県一乗谷朝倉氏遺跡資料館が遺跡の付近に開館した。
- 1991年（平成3年）5月28日 諏訪館跡庭園、湯殿跡庭園、館跡庭園、南陽寺跡庭園が国の特別名勝の指定を受けた。
- 1995年（平成7年） 発掘調査に基づき、当時の町並が約200メートルにわたり復元された。
- 2004年（平成16年）7月18日 福井豪雨に際し付近を流れる一乗谷川が氾濫し、遺構の一部と資料館が浸水の被害を受けた。
- 2007年（平成19年）6月 遺跡からの出土品のうち2343点が国の重要文化財指定を受けた。
- 2008年（平成20年）3月13日 戦国時代のものとみられる目貫（めぬき）や笄（こうがい）など、刀装具の鋳型37点が出土したことを発表した。

## 現地情報

### 所在地
福井県福井市城戸ノ内町ほか

### 復原町並へのアクセス
公共交通機関
- 福井駅（北陸新幹線・ハピラインふくい線・えちぜん鉄道勝山永平寺線・福井鉄道福武線）から以下の一般路線バスにて「復原町並」下車。
  - 京福バス62系統 一乗谷東郷線　福井駅（西口）5番のりば発、福井駅東口(アオッサ東側)にも停車。おおむね1時間に1本運行。
  - 「朝倉・永平寺ダイレクトバス」や「朝倉ゆめまる号」など、臨時バスを運行する年もある。
- JR越美北線 一乗谷駅から徒歩5分で下城戸および西山光照寺跡、徒歩約30分で朝倉館跡および復原町並。運賃はバスよりも安いものの、本数が少なく、2 ‐ 3時間に1本程度運転。

自動車
- E8北陸自動車道福井ICから、国道158号、福井県道31号篠尾勝山線、福井県道18号鯖江美山線経由 約10分。

### 周辺
- 福井県立一乗谷朝倉氏遺跡博物館 - 武器武具（刀、火縄銃など）、生活用品（下駄、化粧具、調理器具や食器など）、遊芸品（生け花、お香、将棋の駒、茶器など）、文房具（硯石や墨）、鬼板や棟石、建築部材、暖房器具、越前焼大がめなどの職人道具類や中国・朝鮮製の陶磁器など、遺跡から発掘された出土品を展示している。また、一乗谷全体模型や朝倉館復元模型、写真パネルなどもあり、遺跡に関わる各種資料が展示されている。
- 道の駅一乗谷あさくら水の駅
- 安波賀春日神社
- 心月寺 - 朝倉敏景が祖父教景（1463年没）の菩提を弔うため15世紀後半に建立。以後、朝倉家の菩提寺となった。かつては300人近くの僧がいたとされている。朝倉貞景の代には奥州の大名が700人を率いて寄宿したとの伝説が残る。当時の寺院は現在の一乗小学校（福井市西新町・上城戸の近く）のあたりにあったと考えられている。一乗谷焼失後、一旦、丹生郡（鯖江市域）に移り、1599年（慶長4年）には朝倉館跡に再興されたが、1601年（慶長6年）、結城秀康の越前入りにともない北ノ庄に移った。朝倉館跡に残された寺は朝倉義景の法名である松雲院殿太球宗光大居士から松雲院と名付けられ心月寺の末寺となった。
- 伝承遺構

福井県敦賀市の西福寺に阿弥陀堂が移築されたと伝わる。
- 槇山城

## 関連作品
- 赤神諒『酔象の流儀　朝倉盛衰記』（講談社、2018年12月18日）ISBN 978-4-06-514035-2

## 参考画像

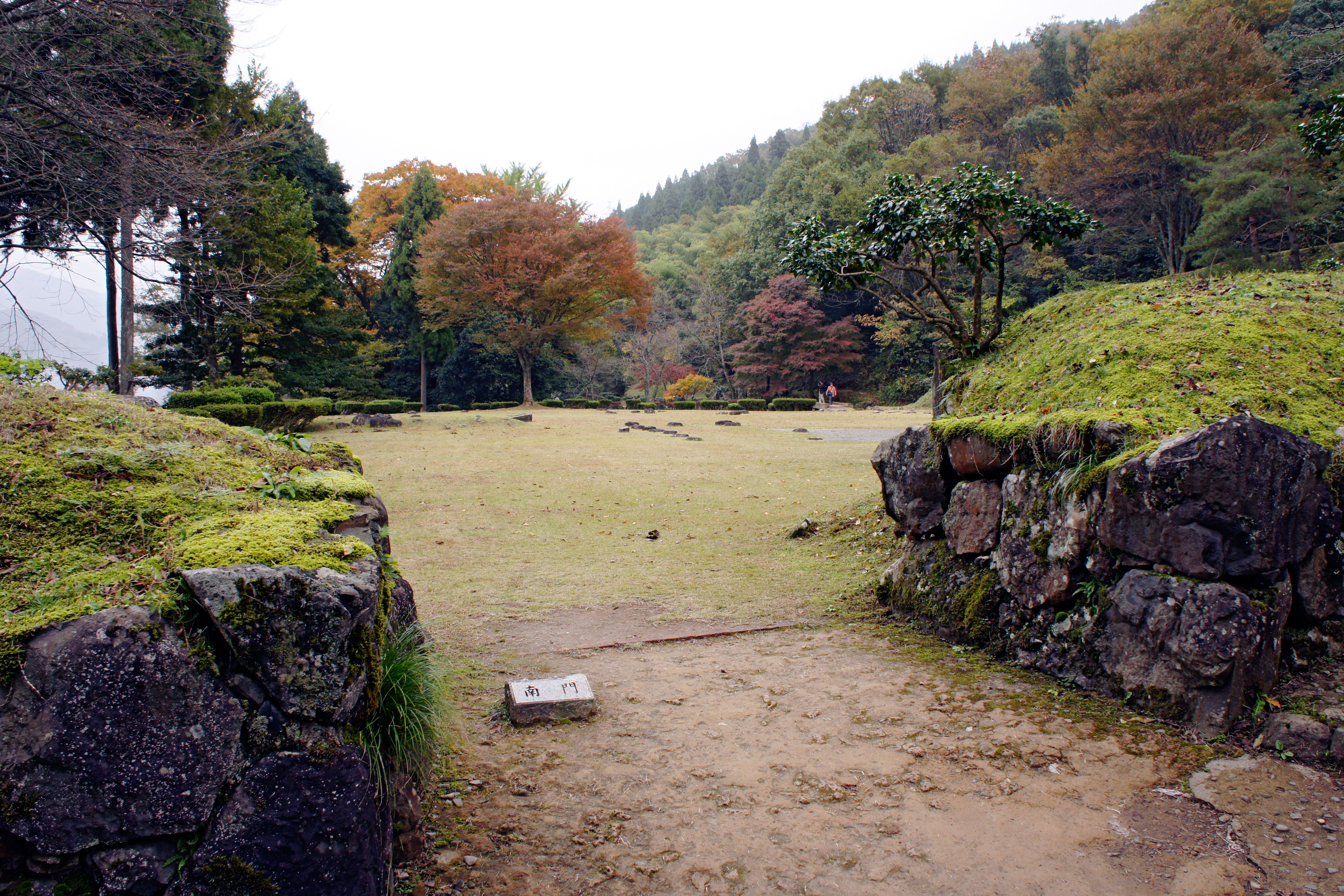
中の御殿跡
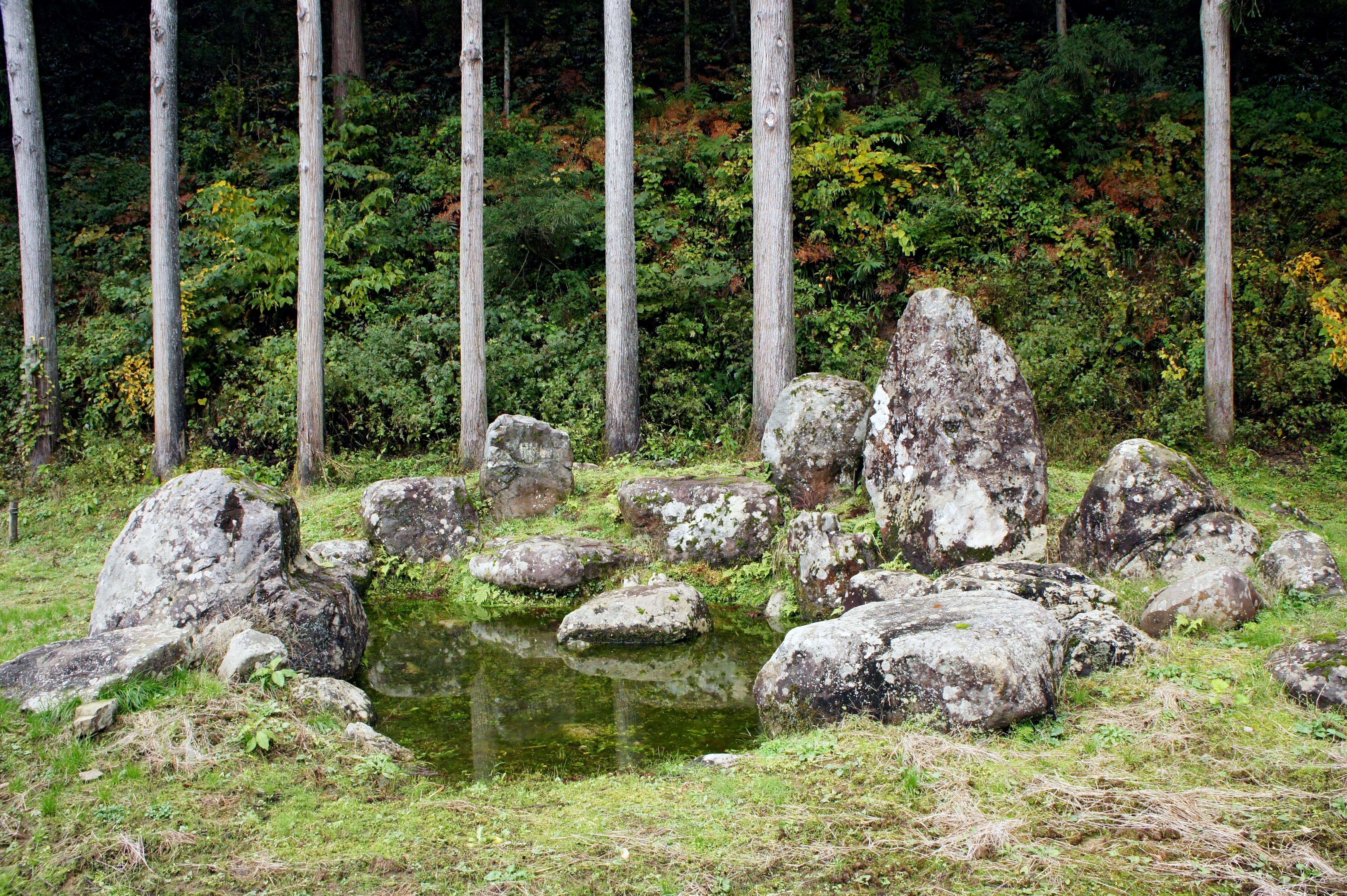
南陽寺跡庭園
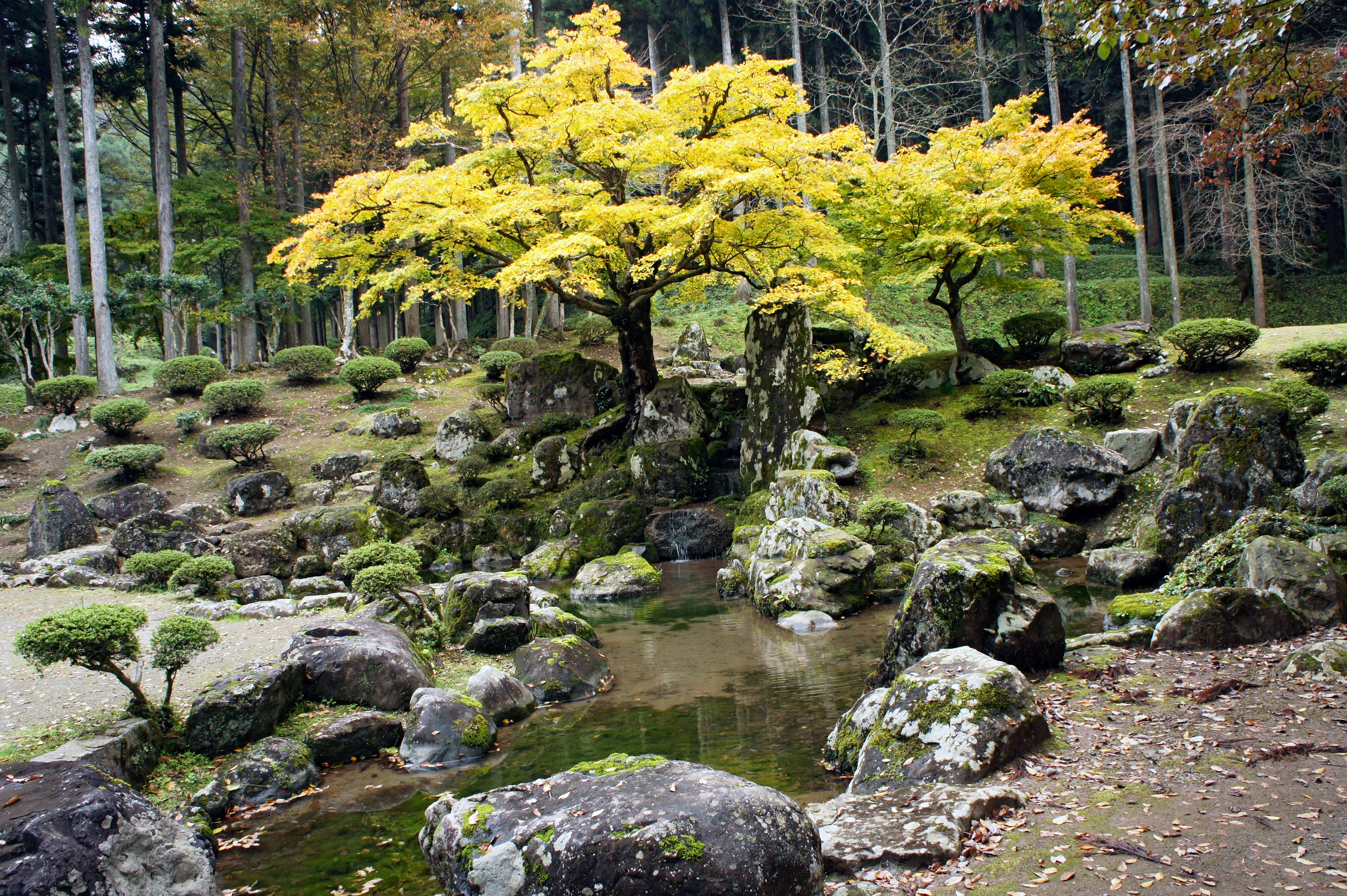
諏訪館跡庭園
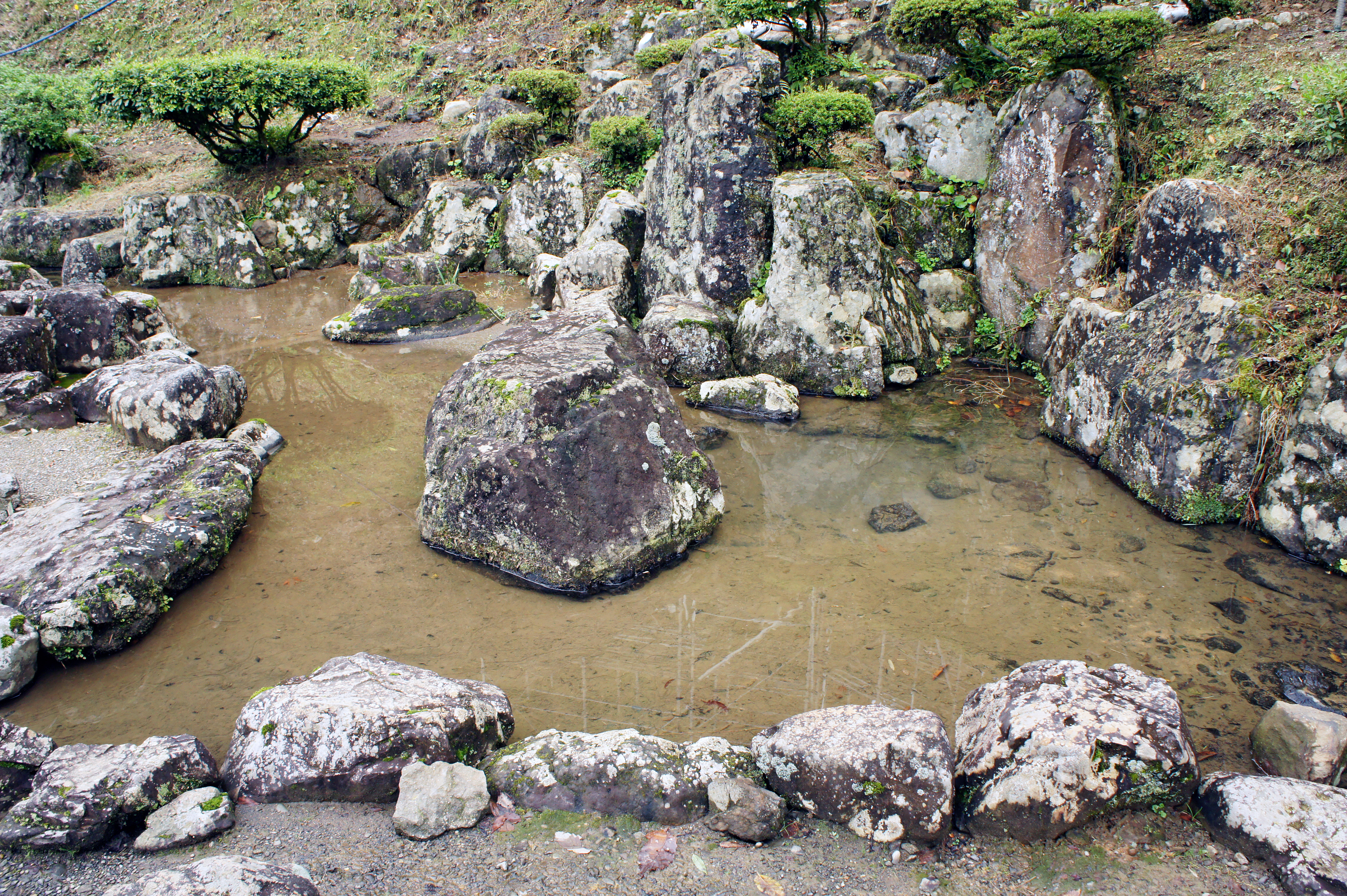
朝倉館跡庭園
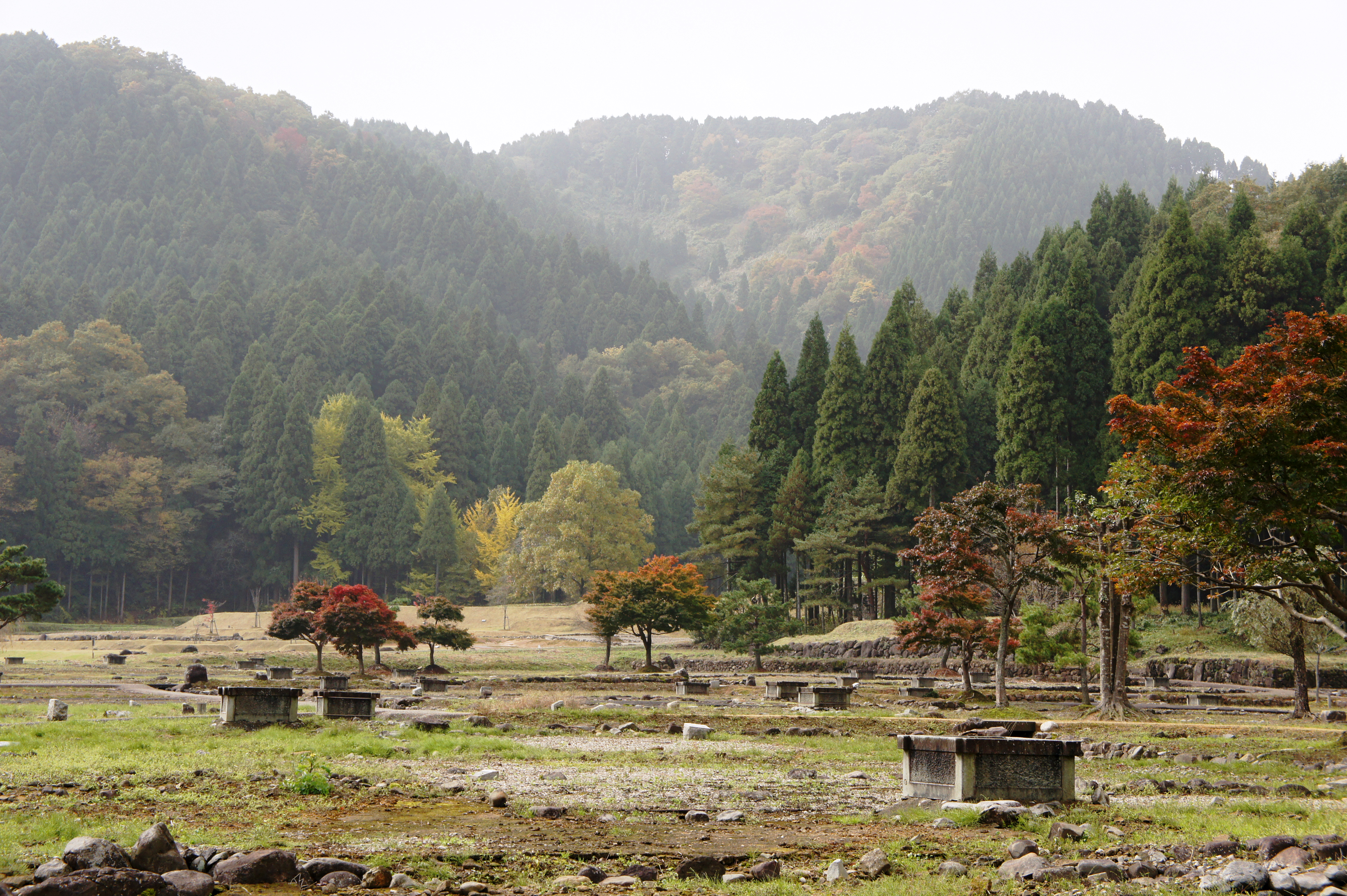
平面復原地区
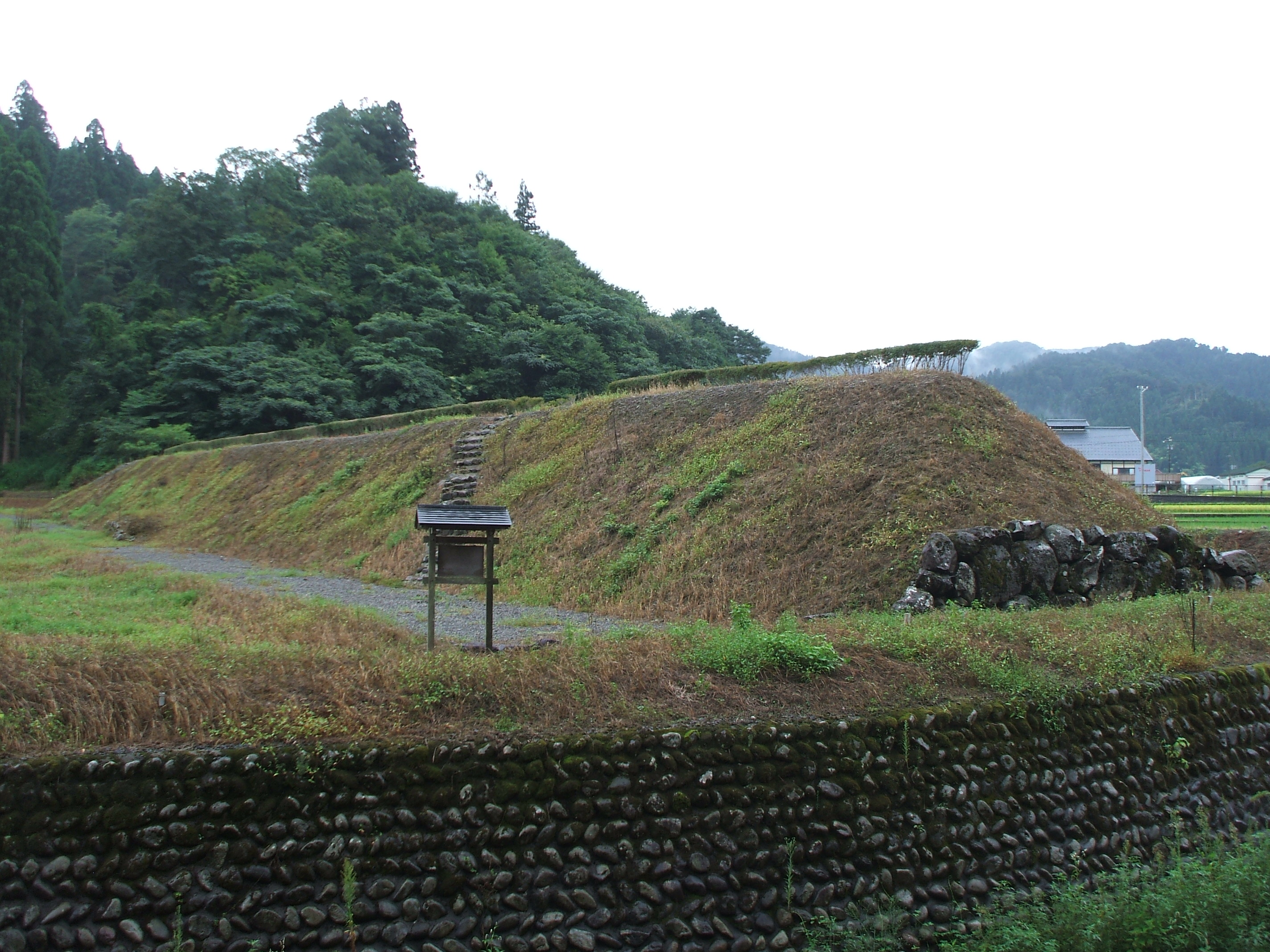
上城戸の土塁